# Leges
Provvedimenti propri del diritto romano la cui sorgente è una fonte autoritativa ed autoritaria.

## Origini
Il termine viene introdotto per indicare i provvedimenti emanati dalla massima autorità romana dal I secolo d.C. al IV d.C., nella fattispecie l'imperatore. Successivamente designò la produzione legislativa dei vari re dei regni romano barbarici costituitisi dopo la caduta dell'Impero Romano nel 476 d.C.

## Edicta e Rescripta
Le leges possono, a loro volta, essere suddivise in due documenti giuridici diversi:
- Edicta: Provvedimenti di carattere generale che riguardano principalmente il diritto pubblico. Questo sarà lo strumento giuridico più usato dai re dei regni romano germanici per produrre e ratificare il loro diritto consuetudinario.
- Rescripta: Risposte su determinate questioni di diritto privato che l'imperatore o il re promulgano di loro iniziativa. I Rescripta andavano a regolare anche situazioni di contenzioso nel settore più propriamente privato.

## Iura e leges
Iura e leges non sono la stessa cosa. Per iura si intendono i principi giuridici tratti dalla dottrina dei giuristi romani d'età classica. Per leges, invece, bisogna riferirsi al diritto emanato direttamente dall'autorità suprema.

## Esempi
- Corpus Iuris Civilis,
- Editto di Rotari,
- Editto di Teodorico,
- Liutprandi Leges,
- Codex.